# NGC 554
NGC 554 ist ein interagierendes Galaxienpaar im Sternbild Cetus. Sie ist schätzungsweise 436 Millionen Lichtjahre von der Milchstraße entfernt.
Das Objekt wurde im Jahr 1886 von Frank Muller entdeckt.